# Rød gåsefod
Rød Gåsefod (Chenopodium rubrum) er en 20-60 cm høj urt, der i Danmark vokser på strandenge og omkring bebyggelse. Den hører til slægten Gåsefod, som består af omkring 150 arter i verden. Heraf findes ni arter vildt i Danmark.

## Udseende
Rød Gåsefod er en opret eller af og til nedliggende enårig plante med pælerod. Planten er glat eller svagt melet som ung, ofte stærkt rødligt anløben og stærkt grenet, især ved basis. De nederste grene er tilsyneladende modsatte, opstigende eller nedliggende.
Bladene er spredte, mørkegrønne og ret tykke. De midterste blade er bredt rudeformede til bredt ovale og groft tandede. De nedre 1-2 tænder er større og lobelignende. Opefter bliver bladene gradvis smallere og mindre tandede.
Blomterstande på hovedstænglen og på de større sidegrene består af oftest tætte, aksformede delblomsterstande. Blosteret hos de endestillede blomster har 4-5 blosterblade, mens det hos de sidestillede blomster har 3 blosterblade. Frugten er en nød, der er 0,6-0,8 mm i diameter. Den falder hovedsagelig af sammen med blosteret. I de endestillede blomster sidder frugterne vandret i blosteret, mens de sidder lodret i de sidestillede blomster. Frugten har en but kant. Frøskallen er rødbrun, glinsende og næsten glat eller med fint netmønster på overfladen.

## Voksested
Rød Gåsefod vokser på næringsrig bund langs kysterne, på affaldsdynger ved gårde, roemarker, haver, parker, på havnearealer, jernbaneterræn, langs veje og ruderater.
I Danmark er arten almindelig på Øerne og på Bornholm, hist og her i Østjylland og meget sjælden i det øvrige land.
| Portal | Portal:Botanik |